# Aeroscopia
El Aeroscopia es un museo aeroespacial francés, ubicado en el extremo noroeste de Toulouse, en la comuna de Blagnac. Fue inaugurado el 14 de enero de 2015.
Este museo alberga en particular dos aviones Concorde.